# Особняк (роман)
«Особняк» (англ. The Mansion) — последняя книга трилогии Уильяма Фолкнера («Деревушка», «Город», «Особняк») о Сноупсах, посвящённой трагедии аристократии американского Юга, которая оказалась перед мучительным выбором: сохранить былые представления о чести и впасть в нищету — или порвать с прошлым и влиться в ряды дельцов-нуворишей, делающих скорые и не слишком чистые деньги на прогрессе.
Особняк, в котором поселяется Флем Сноупс, даёт название всему роману и становится местом, где происходят неотвратимые и страшные события, потрясшие округ Йокнапатофа.